# 尚普勒皮
尚普勒皮（法語：Champrepus，法語發音：[ʃɑ̃pʁəpy]）是法国芒什省的一个市镇，属于圣洛区。

## 地理
尚普勒皮（48°50'2"N, 1°19'16"W）面积9.12 平方千米，位于法国诺曼底大区芒什省，该省份为法国西北部沿海省份，西、北、东北三面环大西洋，东起顺时针与卡爾瓦多斯省、奧恩省、马耶讷省和伊勒-维莱讷省接壤。
与尚普勒皮接壤的市镇（或旧市镇、城区）包括：勒梅尼勒加尼耶、博尚、弗勒里、拉艾佩内勒、拉朗德代鲁、勒梅尼勒维勒芒、勒塔尼。

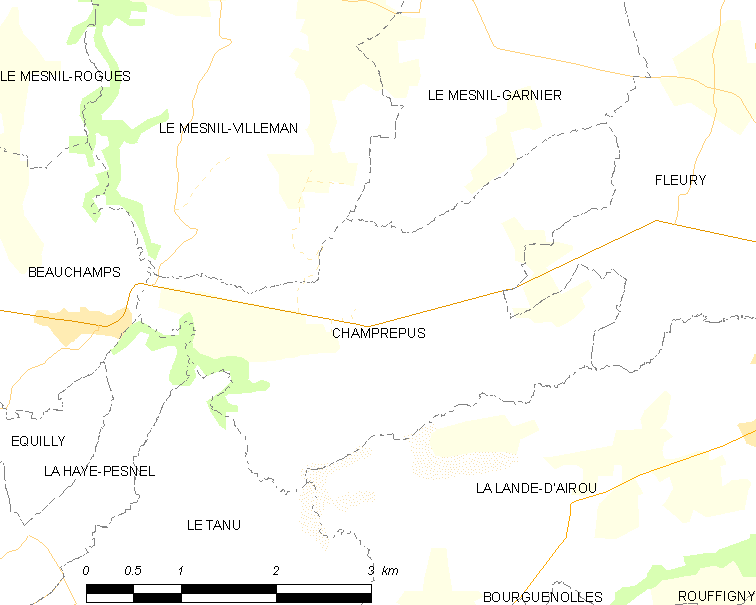
尚普勒皮的OSM定位图

尚普勒皮的时区为UTC+01:00、UTC+02:00（夏令时）。

## 行政
尚普勒皮的邮政编码为50800，INSEE市镇编码为50118。

## 政治
尚普勒皮所属的省级选区为维勒迪约莱普瓦勒-鲁菲尼县。

## 人口

1962-2008年间尚普勒皮人口变化图示

尚普勒皮于2022年1月1日时的人口数量为322人。